# Universal City (Texas)
Universal City es una ciudad ubicada en el condado de Béxar en el estado estadounidense de Texas. En el Censo de 2010 tenía una población de 18530 habitantes y una densidad poblacional de 1.277,13 personas por km².

## Geografía
Universal City se encuentra ubicada en las coordenadas 29°33′7″N 98°18′27″O / 29.55194, -98.30750. Según la Oficina del Censo de los Estados Unidos, Universal City tiene una superficie total de 14.51 km², de la cual 14.45 km² corresponden a tierra firme y (0.41%) 0.06 km² es agua.

## Demografía
Según el censo de 2010, había 18530 personas residiendo en Universal City. La densidad de población era de 1.277,13 hab./km². De los 18530 habitantes, Universal City estaba compuesto por el 75.39% blancos, el 10.14% eran afroamericanos, el 0.73% eran amerindios, el 2.9% eran asiáticos, el 0.29% eran isleños del Pacífico, el 6.34% eran de otras razas y el 4.21% pertenecían a dos o más razas. Del total de la población el 32.27% eran hispanos o latinos de cualquier raza.